# جوزيف فرانك (رسام)
جوزيف فرانك هو رسام فرنسي (11 أغسطس 1774، بوي ليه باروني - 14 نوفمبر 1833، نابولي)، وقد اشتغل برسم اللوحات الشخصية في إيطاليا، وقد كان تلميذا لجاك لوي دافيد.
رسم لوحات لنابليون بونابرت، وكذلك له لوحة مشهورة تظهر فيها الإمبراطورة ماري لويز وهي تعتني بطفلها نابليون الثاني.